# Église de Saint-Paul-d'Izeaux
L'église de la Conversion de Saint-Paul de Saint-Paul-d'Izeaux, est une église datant du XIIe siècle à Saint-Paul-d'Izeaux, dans le département de l'Isère. Elle est labellisée Patrimoine en Isère.